# Sensodyne

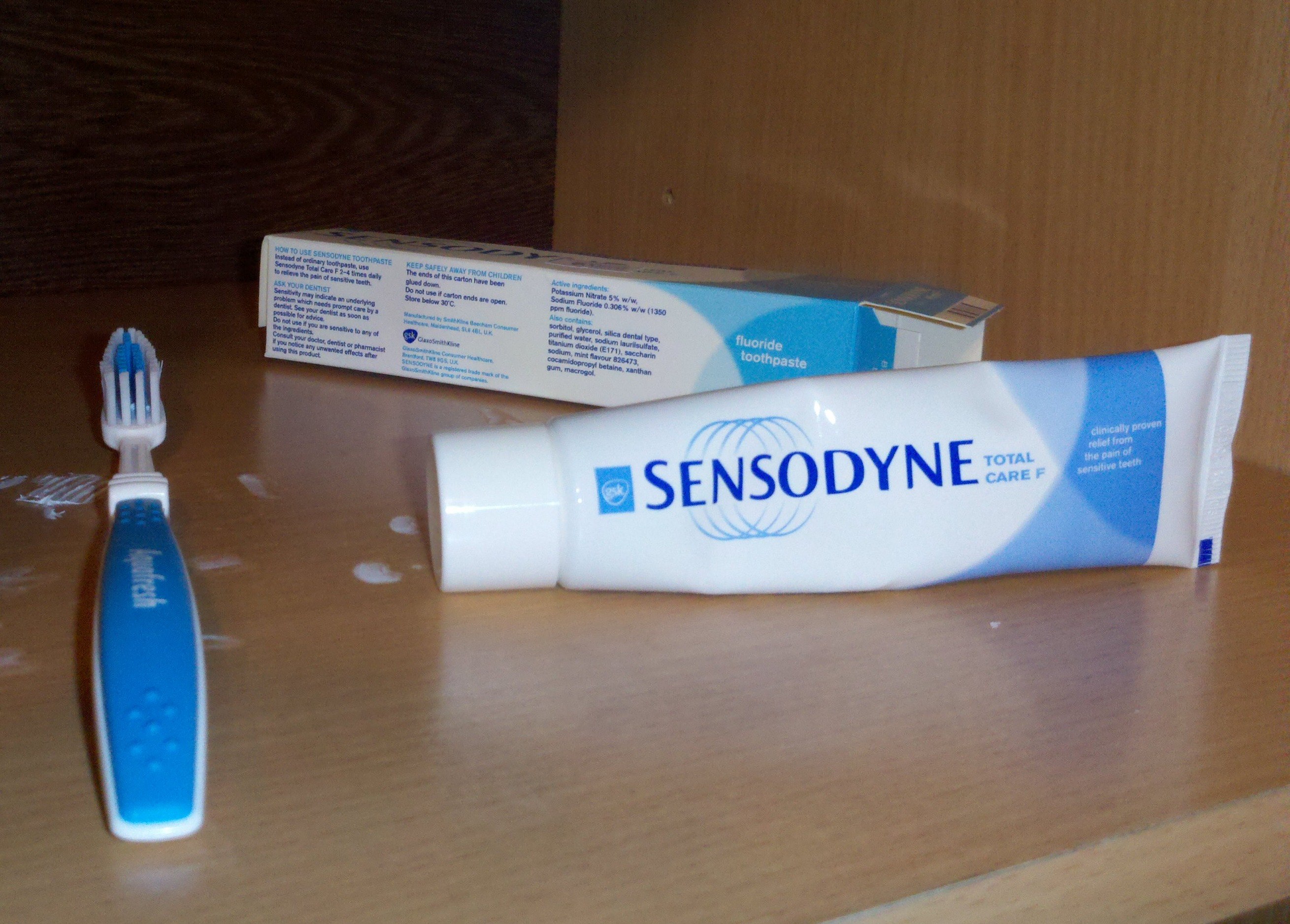
Sensodyne Total Care tandkräm och en tandborste.

Sensodyne är ett varumärke för tandvårdsprodukter som tillverkas av Glaxo Smith Kline. Sensodyne tillverkades ursprungligen av det amerikanska företaget Block Drug, som 2001 köptes av Glaxo Smith Kline.